# لا پونتا
لا پونتا (به اسپانیایی: La Punta) یک منطقهٔ مسکونی در آرژانتین است که در بخش خوان مارتین د پوئراردون واقع شده‌است.